# Zavičajna zajednica Španovčana
Zavičajna zajednica Španovčana sa sjedištem u Pakracu osnovana je 1993. godine. Broji preko 200 članova u Hrvatskoj i inozemstvu od kojih je najaktivnija zajednica u Kanadi. Članovi zajednice rade na oživljavanju sela Španovica, razorenog tijekom Drugog svjetskog rata. Zavičajna okuplja Španovčane i njihove potomke radi međusobnog upoznavanja, druženja, ispomaganja u materijalnom i duhovnom smislu radi njegovanja uspomene na Španovicu i Španovčane, njihove običaje i način življenja te čuvanje od zaborava španovačkog govora.

## Ciljevi i djelatnosti Zajednice
Zajednica vodi brigu o oživljavanju područja sela Španovice s ciljem vraćanja njegovih obilježja, a prije svega uređenja groblja i crkve. Zajednica potiče postupak za povrat konfiscirane imovine i povratak Španovčana i njihovih potomaka na svoja ognjišta u Dragoviću, Španovici, Branešcima i Bučju. 
Zajednica prikuplja i objavljuje povijesnu građu o Španovici i Španovčanima. Španovčanin Antun-Tonči Erjavec napisao je knjigu Španovica: Kronika nastajanja i nestanka (napisana početkom 1980-ih, objavljena 1992.).
Zajednica uspostavlja suradnju s Ravnom Gorom i zavičajnim zajednicama Gorskog kotara i Like, područjima gdje su živjeli Španovčni prije doseljenja u pakrački kraj.
Obnavlja se Vatrogasni dom i uređuje okolica doma i groblje.  Izgrađeno je Spomen obilježje za trajno sjećanje na poginule Španovčane prije, za vrijeme i nakon Drugog svjetskog rata. Izgrađena je zajednička grobnica za 142 Španovčana koji su stradali 5. listopada i 6. listopada 1942. godine.

## Povratak oduzete imovine
Jedna od osnovnih zadaća je povrat oduzete imovine, odnosno skidanje aureole narodnih neprijatelja sa Španovčana. Selo je razoreno poslije rata, preživjeli stanovnici su raseljeni, sva zemlja konfiscirana. Današnja situacija i zahtjevi detaljno su opisani u dopisu poslanom Hrvatskom helsinškom odboru 22. listopada 2004. (vidi na vanjskoj poveznici).

## Unutarnje poveznice
- Španovica
- Tonči Erjavec
- Španovica: Kronika nastajanja i nestanka

## Vanjske poveznice
- Spanovica_com - zavičajna zajednica Španovčana u Pakracu  Arhivirana inačica izvorne stranice od 9. veljače 2011. (Wayback Machine)